# Laval-le-Prieuré
Laval-le-Prieuré település Franciaországban, Doubs megyében. Lakosainak száma 33 fő (2022. január 1.). Laval-le-Prieuré Plaimbois-du-Miroir és Mont-de-Laval községekkel határos.

## Népesség
A település népességének változása:
| Lakosok száma | 58   | 48   | 35   | 34   | 34   | 33   | 35   | 36   | 35   | 33   |
|               | 1968 | 1982 | 1990 | 2006 | 2013 | 2015 | 2017 | 2019 | 2020 | 2022 |